# Giunta di Protezione Costituzionale
La Giunta di Protezione Costituzionale fu il governo militare istituito dal Partito Rivoluzionario Cinese a Canton il 1º settembre 1917 in opposizione al Governo Beiyang dopo l'inizio del Movimento di protezione della costituzione il 17 luglio.

## Storia
Durante il Movimento di protezione della costituzione, il 25 agosto 1917, il numero dei membri del primo Congresso della Repubblica di Cina è andato a sud fu più di 150. A causa del quorum insufficiente, non fu possibile convocare alcuna riunione formale. Secondo la proposta di Sun Yat-sen, si decise di convocare una riunione straordinaria dell'Assemblea nazionale a Canton. Il 25 agosto si aprì il Congresso Straordinario e si decise, al fine di mantenere la "Costituzione Provvisoria", che a Canton sarebbe stato formato un governo militare, con un esercito e maresciallo della marina della Repubblica di Cina e tre marescialli da esercitare il potere amministrativo della Repubblica di Cina.
Il 1º settembre 91 membri del Congresso Straordinario elessero con 84 voti Sun Yat-sen Maresciallo Generale del governo militare. Successivamente Tang Jiyao della cricca dello Yunnan e Lu Rongting della vecchia cricca del Guangxi furono eletti marescialli. Inoltre Wu Tingfang fu selezionato come Ministro degli Affari Esteri, Tang Shaoyi come Capo dell'Ufficio Finanza (ma non entro in carica), Cheng Biguang come Ufficiale capo della Marina e Hu Hanmin come Ufficiale capo dei Trasporti. Sun Yat-sen entrò in carica il 10 settembre, con Li Liejun come capo di stato maggiore, Li Fulin come comandante in capo dell'esercito, Xu Chongzhi come ufficiale di stato maggiore e Chen Jiongming come comandante in capo della 1ª Armata, e fu istituito il governo militare. Annunciando che Duan Qirui e altri erano ribelli, giurarono di seguire la Spedizione del Nord. Sotto l'appello di Sun Yat-sen, iniziò ufficialmente la guerra di protezione della costituzione.
Alla fine del 1917, Lu Rongting, Tang Jiyao, Mo Rongxin e altri convocarono insieme a Tang Shaoyi la "Associazione delle province di protezione costituzionale della Repubblica di Cina". Nel gennaio 1918, oltre al governo militare, i signori della guerra del sud-ovest organizzarono formalmente un centro di potere, la "Conferenza congiunta di tutte le province per proteggere la legge", con Cen Chunxuan come principale rappresentante dell'incontro, sostenendo il riconoscimento legale del sistema del Governo Beiyang e la formazione di un governo di coalizione per cercare un compromesso con i signori della guerra del Beiyang. Il 10 aprile 1918, il Congresso straordinario, aderendo ai desideri dei signori della guerra del sud-ovest, approvò l '"Emendamento dello schema dell'organizzazione del governo militare della Repubblica di Cina" e decise di riorganizzare il governo militare e cambiare il sistema generale dei marescialli nel sistema collegiale presidenziale; Sun Yat-sen si oppose risolutamente a questa decisione.
Il 4 maggio 1918 Sun Yat-sen si dimise con rabbia dal Congresso straordinario e lo spinse a denunciare il crimine di sabotaggio del movimento di protezione costituzionale da parte del signore della guerra del sud-ovest. Con la riorganizzazione il 20 maggio 1918, il sistema generale dei marescialli fu abolito e i generali furono sostituiti da sette presidenti. Tang Shaoyi, Tang Jiyao, Sun Yat-sen, Wu Tingfang, Lin Baoyi, Lu Rongting e Cen Chunxuan furono eletti co-presidenti. Il potere di Sun Yat-sen a Canton fu svuotato e fu costretto a dimettersi dal suo incarico di maresciallo generale. I vari dipartimenti del Guangxi e dello Yunnan controllavano il Congresso e riorganizzarono la Giunta di Protezione Costituzionale. Il 21 maggio Sun Yat-sen lasciò Canton e andò a Shanghai, che era controllata da Chiang Kai-shek. Successivamente, il governo militare di Canton elesse Cen Chunxuan come presidente e comandante. Il Primo movimento di protezione della costituzione si concluse.
A metà degli anni '20, il governo militare di Canton sembrava avere lotte intestine e i gruppi Guangxi e Dian sostenuti dai britannici combattevano per il potere. Cen Chunxuan si dimise tramite telegramma il 24 ottobre, annunciando l'abolizione del governo militare e l'obbedienza al governo di Pechino. Sun Yat-sen tornò a Canton il 28 novembre e riprese il suo incarico di maresciallo generale e presidente dell'esercito e della marina, e riorganizzò il governo militare meridionale per continuare il movimento di protezione della costituzione. Il 12 gennaio 1921 il Congresso Straordinario riprese la sua riunione a Canton. Il 2 aprile si riunì il Congresso Straordinario per abolire il governo militare meridionale e organizzare il Governo della Repubblica di Cina, segnando la fine del governo militare meridionale. Il 7 aprile Sun Yat-sen fu eletto presidente straordinario ed entrò in carica a Canton il 5 maggio. Nacque ufficialmente il Secondo movimento di protezione della costituzione.